# Гохбург-Ах
Гохбург-Ах (нім. Hochburg-Ach) — комуна в Австрії, в федеральній землі Верхня Австрія. 
Входить до складу округу Браунау-ам-Інн. Населення становить 3080 чоловік (на 31 грудня 2005 року). займає площу 40 км². Офіційний код  —  40414.

## Політичне положення
Бургомістр комуни — Карл Луґмайр (АНП)) по результатам виборів 2003 року.
Рада представників комуни (нім. Gemeinderat) складається з 25 місць.
- АНП займає 16 місць.
- СДПА займає 6 місць.
- АПС займає 3 місця.